# Championnat du monde de rallycross FIA 2021
Navigation
2020 2022
Le championnat du monde de rallycross FIA 2021 est la huitième saison du championnat du monde de rallycross FIA.
Cette saison marque l'arrivée du promoteur WRC Promoter GmbH en remplacement d'IMG et également d'un renommage des différentes catégories.

## Calendrier et résultats
| N°                                         | Épreuve                           | Date            | Circuit                                         | Catégorie | Vainqueur            | Équipe                |
| ------------------------------------------ | --------------------------------- | --------------- | ----------------------------------------------- | --------- | -------------------- | --------------------- |
| 1                                          | World RX of Catalunya - Barcelona | 23–24 juillet   | Circuit de Barcelona-Catalunya, Montmeló        | RX1       | Kevin Hansen         | Hansen World RX Team  |
| 1                                          | World RX of Catalunya - Barcelona | 23–24 juillet   | Circuit de Barcelona-Catalunya, Montmeló        | RX2e      | Guillaume De Ridder  | Guillaume De Ridder   |
| 2                                          | World RX of Sweden                | 20–22 août      | Höljesbanan, Höljes                             | RX1       | Timmy Hansen         | Hansen World RX Team  |
| 2                                          | World RX of Sweden                | 20–22 août      | Höljesbanan, Höljes                             | RX2e      | Jesse Kallio         | Olsbergs MSE          |
| 3                                          | World RX of France                | 3–5 septembre   | Circuit de Lohéac, Lohéac                       | RX1       | Timmy Hansen         | Hansen World RX Team  |
| 3                                          | World RX of France                | 3–5 septembre   | Circuit de Lohéac, Lohéac                       | RX2e      | Dorian Deslandes     | Olsbergs MSE          |
| 4                                          | World RX of Riga - Latvia         | 18–19 septembre | Biķernieku Kompleksā Sporta Bāze, Riga          | RX1       | Niclas Grönholm      | GRX-SET World RX Team |
| 5                                          | World RX of Riga - Latvia         | 18–19 septembre | Biķernieku Kompleksā Sporta Bāze, Riga          | RX1       | Johan Kristoffersson | KYB EKS JC            |
| 6                                          | World RX of Benelux               | 9–10 octobre    | Circuit de Spa-Francorchamps, Spa-Francorchamps | RX1       | Johan Kristoffersson | KYB EKS JC            |
| 6                                          | World RX of Benelux               | 9–10 octobre    | Circuit de Spa-Francorchamps, Spa-Francorchamps | RX2e      | Guillaume De Ridder  | Guillaume De Ridder   |
| 7                                          | World RX of Portugal              | 16–17 octobre   | Pista Automóvel de Montalegre, Montalegre       | RX1       |                      |                       |
| 8                                          | World RX of Germany               | 27–28 novembre  | Nürburgring, Nürburg                            | RX1       |                      |                       |
| 9                                          | World RX of Germany               | 27–28 novembre  | Nürburgring, Nürburg                            | RX1       |                      |                       |
| RX2e                                       | World RX of Germany               | 27–28 novembre  | Nürburgring, Nürburg                            |           |                      |                       |
| Annulation liée à la pandémie de Covid-19. |                                   |                 |                                                 |           |                      |                       |
|                                            | Épreuve                           | Dates prévues   | Lieu                                            | Catégorie |                      |                       |
|                                            | World RX of Norway                | 12–13 juin      | Lånkebanen, Hell                                | RX1 RX2e  |                      |                       |